# Billy Name
William "Billy" Linich, maggiormente conosciuto con lo pseudonimo Billy Name (Poughkeepsie, 22 febbraio 1940 – 18 luglio 2016), è stato un fotografo e regista statunitense, noto per essere stato il fotografo ufficiale della Factory di Andy Warhol durante gli anni sessanta.
La sua breve relazione sentimentale e successiva amicizia con Warhol lo portò a collaborare frequentemente con lo stesso artista nei suoi molteplici campi di interesse, inclusi film, musica, dipinti e sculture. Nell'entourage delle "superstar" di Warhol, Linich divenne noto con il soprannome di "Billy Name". Egli fu responsabile della colorazione argentata dello studio newyorchese di Warhol, la Factory, dove anch'egli visse fino al 1970. Le sue fotografie della scena artistica newyorchese dell'epoca scattate alla Factory e i suoi ritratti dello stesso Andy Warhol sono importanti documenti dell'era della Pop art.
Nel 2001, il Servizio postale degli Stati Uniti d'America utilizzò uno degli scatti di Billy Name raffigurante Warhol per pubblicare un francobollo commemorativo dell'artista.

## Carriera teatrale
Linich iniziò la sua carriera teatrale in qualità di tecnico delle luci e designer nel 1960, mentre in contemporanea lavorava come cameriere nel locale "Serendipity 3". Il primo riconoscimento gli giunse lavorando con Nick Cernovich, che aveva vinto un Obie Award per la miglior illuminazione scenica. Attivo in diverse discipline artistiche, Linich suonò anche per qualche tempo nel Theatre of Eternal Music di La Monte Young.

## Collaborazione con Andy Warhol
Quando Andy Warhol divenne troppo impegnato a dirigire film per continuare a svolgere anche l'attività di fotografo alla Factory, diede l'incarico al giovane Linich, che aveva da poco conosciuto, venendo prontamente ribattezzato "Billy Name".
Name visse e lavorò nella Factory, avendo preso residenza in un appartamento sul retro dello studio al 231 East 47th Street, vivendo a stretto contatto con i bizzarri individui che circolavano nella cerchia di Warhol. Name conobbe ed ebbe una relazione sessuale con Lou Reed, il cantante dei Velvet Underground, e una sua fotografia della band venne usata per la copertina del terzo album del gruppo. Warhol gli regalò una cinepresa 35 mm reflex Honeywell Pentax, con la quale Name poté immortalare la scena artistica della Factory (e non solo) dal 1963 al 1970. Name trasformò uno dei bagni della Factory in una camera oscura, dove si specializzò nello sperimentare il montaggio e lo stampaggio di film.